# Arthur Falk
Arthur Valdemar Falk, född 3 september 1904 i Linköping, död 9 mars 1991 i Stockholm, var en svensk militär (överste).

## Biografi
Falk avlade studentexamen 1924 och sjöofficersexamen 1927. Han utnämndes till fänrik vid Flottan sistnämnda år. Efter att ha tagit flygcertifikat och utbildat sig till fältflygare 1930–1931, överfördes han till Flygvapnet, där han blev löjtnant 1932, kapten 1938, major 1943, överstelöjtnant 1945 och överste 1948. Han genomgick Sjökrigshögskolan 1933–1934 och Flygkrigshögskolans stabskurs 1939–1940. Falk var chef för Flygstabens utbildningsavdelning 1943–1945 och flottiljchef för Västmanlands flygflottilj (F 1) 1945–1950. Åren 1950–1956 var han flygattaché i London, åren 1954–1956 även i Haag och Bryssel. Åren 1956–1959 var Falk flyg- och marinattaché i Paris och samtidigt även då i Bryssel. Efter sin avgång 1959 blev han verkställande direktör för aktiebolaget Städcentralen och Fönsterputscentralen 1961. År 1970 bosatte sig Falk i Frankrike. Han blev riddare av Svärdsorden 1943 och av Vasaorden 1946 samt kommendör av andra klassen av Svärdsorden 1952 och kommendör av första klassen 1956. Falk är gravsatt i minneslunden på Galärvarvskyrkogården i Stockholm.